# Dennis Poore
Dennis Poore (n. 19 august 1916 – d. 12 februarie 1987) a fost un pilot englez de Formula 1 care a evoluat în Campionatul Mondial în sezonul 1952.
1. 1 2  W/Cdr. Roger Dennistoun Poore, The Peerage
2. 1 2 3  The Peerage